# Evangelisch-Lutherische Kirche in Norddeutschland
Die Evangelisch-Lutherische Kirche in Norddeutschland ist eine Landeskirche der Evangelischen Kirche in Deutschland. Der auch Nordkirche genannte Zusammenschluss aus Nordelbischer Evangelisch-Lutherischer Kirche (NEK), Evangelisch-Lutherischer Landeskirche Mecklenburgs (ELLM) und Pommerscher Evangelischer Kirche (PEK) wurde Anfang 2012 gegründet. Der Name nimmt auf die konfessionelle Prägung und die geografische Ausdehnung der Landeskirche Bezug.

## Gebiet
Das Gebiet der Nordkirche umfasst im Wesentlichen die Länder Schleswig-Holstein, Hamburg (ohne Cranz und Neuwerk) und Mecklenburg-Vorpommern. Dazu kommt die Nordschleswigsche Gemeinde mit mehreren Pfarrbezirken in Dänemark. Teile der Kirchengemeinde Blücher gehören zum Amt Neuhaus im niedersächsischen Landkreis Lüneburg. Einzelne Randgemeinden von Mecklenburg-Vorpommern gehören der berlin-brandenburgischen Kirche an, umgekehrt auch einzelne Randgemeinden von Brandenburg der Nordkirche.

## Geschichte
Nach Verhandlungen seit 2004 über eine Fusion mit der Evangelisch-Lutherischen Landeskirche Mecklenburgs erklärte die Synode der Pommerschen Evangelischen Kirche im Oktober 2006, ein Zusammengehen mit der Evangelischen Kirche Berlin-Brandenburg-schlesische Oberlausitz prüfen zu wollen. Im Februar 2007 bot die Nordelbische Evangelisch-Lutherische Kirche den Kirchen Mecklenburgs und Pommerns Gespräche über die Bildung einer Nordkirche an. Die Pommersche Kirche erklärte am 17. März 2007, Gespräche mit Nordelbien zu führen. Am 31. März 2007 fasste die Mecklenburgische Synode in Plau am See den Beschluss, sich ebenfalls an den Gesprächen zu beteiligen. Am 14. Juni 2007 nahm eine gemeinsame Steuerungsgruppe in Lübeck Sondierungsgespräche auf. Am 26. November 2007 begannen in Schwerin die Verhandlungen über eine Kirchenfusion. Nach einer Sitzung in Ratzeburg gaben die Kirchenleitungen am 28. April 2008 bekannt, dass Lübeck der Sitz des Kirchenamtes und der Landesbischöfin bzw. des Landesbischofs der Nordkirche werden solle.
Der Fusionsvertrag wurde am 5. Februar 2009 im Ratzeburger Dom durch Vertreter der drei Landeskirchen unterzeichnet. Noch kurz vor der Unterzeichnung einigten sich die Vertreter darauf, dass nicht Lübeck, sondern die Landeshauptstadt Kiel der Sitz des Landeskirchenamtes sein solle. Als Außenstelle wurde Schwerin festgelegt.
Am 28. März 2009 stimmten die drei zeitgleich tagenden Synoden in Rendsburg, Plau am See und Züssow jeweils mit der notwendigen Zwei-Drittel-Mehrheit dem Fusionsvertrag zu; die Synode Nordelbiens in Rendsburg stimmte mit 102 Stimmen der 128 Synodalen, die Synode Pommerns in Züssow mit 44 Mitgliedern von 58 und die Mecklenburger Synode in Plau am See mit 39 Stimmen von 56 für die Fusion.
Nach dem Vertragsabschluss wurde zunächst durch den als Körperschaft des öffentlichen Rechts organisierten Verband der drei Kirchen die Verfassung erarbeitet und beschlossen. Dazu wurde eine gemeinsame Kirchenleitung und eine verfassungsgebende Synode gebildet. War zunächst der 1. Januar 2012 als Fusionsdatum festgelegt worden, wurde auf der konstituierenden Sitzung der Kirchenleitung des Verbandes der Evangelisch-Lutherischen Kirchen in Norddeutschland (VELKN) am 26. Mai 2009 in Hamburg der Beginn der neuen Kirche auf Pfingstsonntag, den 27. Mai 2012, festgelegt, um die Gründung mit dem Fest des Heiligen Geistes zu verbinden. Um die Mitglieder der drei Kirchen in Kontakt zu bringen, sollte zu thematischen Studientagen und Begegnungen eingeladen werden; zudem wurden zehn Arbeitsgruppen zu Themen wie Theologie, Verfassung, Finanzen, Verwaltung, Dienste und Werke sowie der Standortumsetzung gebildet. Vorsitzender des Gremiums war Gerhard Ulrich.
Bei einer Tagung der gemeinsamen Kirchenleitung des Verbandes der evangelischen Kirchen in Norddeutschland am 17. und 18. September 2010 in Ludwigslust wurden Vorlagen für die verfassungsgebende Synode erarbeitet. Zudem legte sich das Gremium auf den Namensvorschlag Evangelische Kirche im Norden fest, bis dahin war auch schon der Name Evangelisch-Lutherische Kirche in Norddeutschland genannt worden. Der Verfassungsentwurf enthält 129 Artikel, beraten wurde auch das so genannte Einführungsgesetz. Auf der ersten verfassungsgebenden Synode des Verbandes vom 29. bis 31. Oktober 2010 in Lübeck-Travemünde gab es die erste Lesung des Verfassungsentwurfs. Die Synode bestätigte mit großer Mehrheit den ersten Entwurf der Verfassung. Nach heftigen Diskussionen einigten sich die Synodalen mehrheitlich auf den Namen Evangelisch-Lutherische Kirche in Norddeutschland. Kirchliche Gremien und Gruppen konnten bis zum Sommer 2011 zum Verfassungsentwurf Stellung nehmen. Auf der dritten Tagung der verfassungsgebenden Synode in Rostock-Warnemünde wurden am 7. Januar 2012 mit den erforderlichen Zwei-Drittel-Mehrheiten die Verfassung und das Einführungsgesetz beschlossen. Zu Pfingsten 2012 wurde die Fusion rechtlich vollzogen.

## Verfassung
Die Verfassung der gemeinsamen Kirche legt die theologischen und rechtlichen Grundlagen fest. Sie enthält die Bestandteile der Grundartikel, Kirchengemeinde, Kirchenkreis, Landeskirche, Dienste und Werke, Finanzverfassung, Rechtsschutz und Schlussbestimmungen.

## Aufbau

### Struktur
Die Nordkirche gliedert sich in die Ebenen Kirchengemeinde, Kirchenkreis und Landeskirche. Jede dieser Ebenen hat den Status einer Körperschaft des öffentlichen Rechts mit dem Recht zur Selbstverwaltung im Rahmen der Verfassung der Nordkirche und der gesetzlichen Bestimmungen. Überregionale Dienste und Werke wie Diakonie, Frauenwerk und Jugendpfarramt stehen nach dem Zwei-Säulen-Modell gleichberechtigt zur Ortsgemeinde. Kirchengemeinden innerhalb eines Kirchenkreises können sich zu Kirchengemeindeverbänden als Anstellungskörperschaft zusammenschließen. Kirchengemeinden werden zum Zwecke der Zusammenarbeit zu Kirchenregionen zusammengeschlossen, wenn eine Kirchenkreissatzung dieses bestimmt. Im Gegensatz zu den Kirchgemeindeverbänden können den Kirchenregionen jedoch keine Aufgaben übertragen werden und sie haben auch kein Haushaltsrecht.

### Landesbischof und Bischöfe in den Sprengeln
Dem Landesbischof bzw. der Landesbischöfin mit Sitz in Schwerin obliegt der leitende geistliche Dienst und die Vertretung der Nordkirche gegenüber den Ländern und anderen Kirchen. Als Predigtstätten dienen der Dom zu Lübeck und der Dom zu Schwerin.
Einziger Kandidat für die Wahl zum Landesbischof am 21. Februar 2013 war Bischof Gerhard Ulrich. Er wurde mit großer Mehrheit gewählt. Für seine Nachfolge schlug der Wahlausschuss der Landessynode den Hamburger Propst Karl-Heinrich Melzer und die mitteldeutsche Regionalbischöfin Kristina Kühnbaum-Schmidt vor. Während der Synodaltagung im Lübecker Dom am 27. September 2018 setzte sich Kühnbaum-Schmidt im ersten Wahlgang mit 90 von 150 Stimmen durch. Sie trat ihr Amt am 1. April 2019 an.
Neben dem Landesbischof gibt es drei Bischöfe in den Sprengeln. Diese sind keine bloßen Regionalbischöfe, sondern „Vollbischöfe“; d. h. sie sind neben dem Landesbischof Mitglied der VELKD-Bischofskonferenz. Der Amtseinführung bzw. Verabschiedung der Bischöfe in den Sprengeln steht nicht die Landesbischöfin vor, sondern der Leitende Bischof der VELKD. Die Bischöfe in den Sprengeln nehmen die Ordinationen in ihrem Sprengel vor und übernehmen gesamtkirchliche Aufgaben über ihren Sprengel hinaus. Abweichend von der allgemeinen Regelung der bischöflichen Ordination werden im Kirchenkreis Mecklenburg die Ordination sowie die Beauftragung zur öffentlichen Verkündigung im bischöflichen Auftrag von den Pröpstinnen und Pröpsten vollzogen. Der Landesbischof ist nicht Dienstvorgesetzter der Bischöfe in den Sprengeln, sondern fungiert als Primus inter pares. Dem Landesbischof kommt ein einheitsstiftendes Amt in der jungen Fusionskirche zu.

### Landeskirchenamt
Das Landeskirchenamt als oberste Verwaltungsbehörde hat seinen Sitz in Kiel in der Dänischen Straße mit einer Außenstelle in Schwerin. Präsident ist seit 2012 Peter Unruh.

### Landessynode
Auf der landeskirchlichen Ebene wird die Nordkirche durch die Landessynode, die Kirchenleitung und den Landesbischof in gemeinsamer Verantwortung geleitet. Die Synodalen wählten auf der konstituierenden Sitzung im Februar 2025 die Hamburger Juristin Anja Fährmann zur Nachfolgerin der seit 2018 amtierenden Präses Ulrike Hillmann.

## Geistliche Aufsichtsbezirke
Als geistliche Aufsichtsbezirke wurden drei Sprengel mit jeweils einem Bischof oder einer Bischöfin im Sprengel gebildet: Schleswig und Holstein (Sitz Schleswig), Hamburg und Lübeck (Hamburg) sowie Mecklenburg und Pommern (Greifswald). Auf der Ebene der Kirchenkreise bildet im Regelfall jeder Kirchenkreis geistliche Aufsichtsbezirke, die Propsteien.

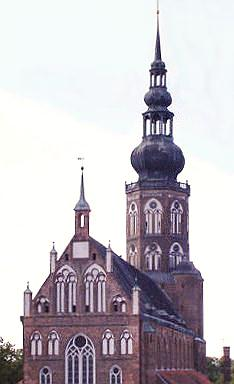
Greifswalder Dom St. Nikolai

- Sprengel Mecklenburg und Pommern:
Bischof: Tilman Jeremias (Greifswald), seit 2019[22]
  - Kirchenkreis Mecklenburg
    - Propstei Neustrelitz (Pröpstin Britta Carstensen)
    - Propstei Parchim (Pröpstin Sabine Schümann)
    - Propstei Rostock (Propst Dirk Fey)[23][24]
    - Propstei Wismar (Jonas Görlich)

  - Pommerscher Evangelischer Kirchenkreis (Dem Kirchenkreis Pommern gehören auch neun Kirchengemeinden im Land Brandenburg an.[25])
    - Propstei Demmin (Pröpstin Kathrin Kühl, seit August 2024)
    - Propstei Pasewalk (Propst Philipp Staak, seit Dezember 2023)
    - Propstei Stralsund (Propst Tobias Sarx, seit Juni 2022)[26][27]

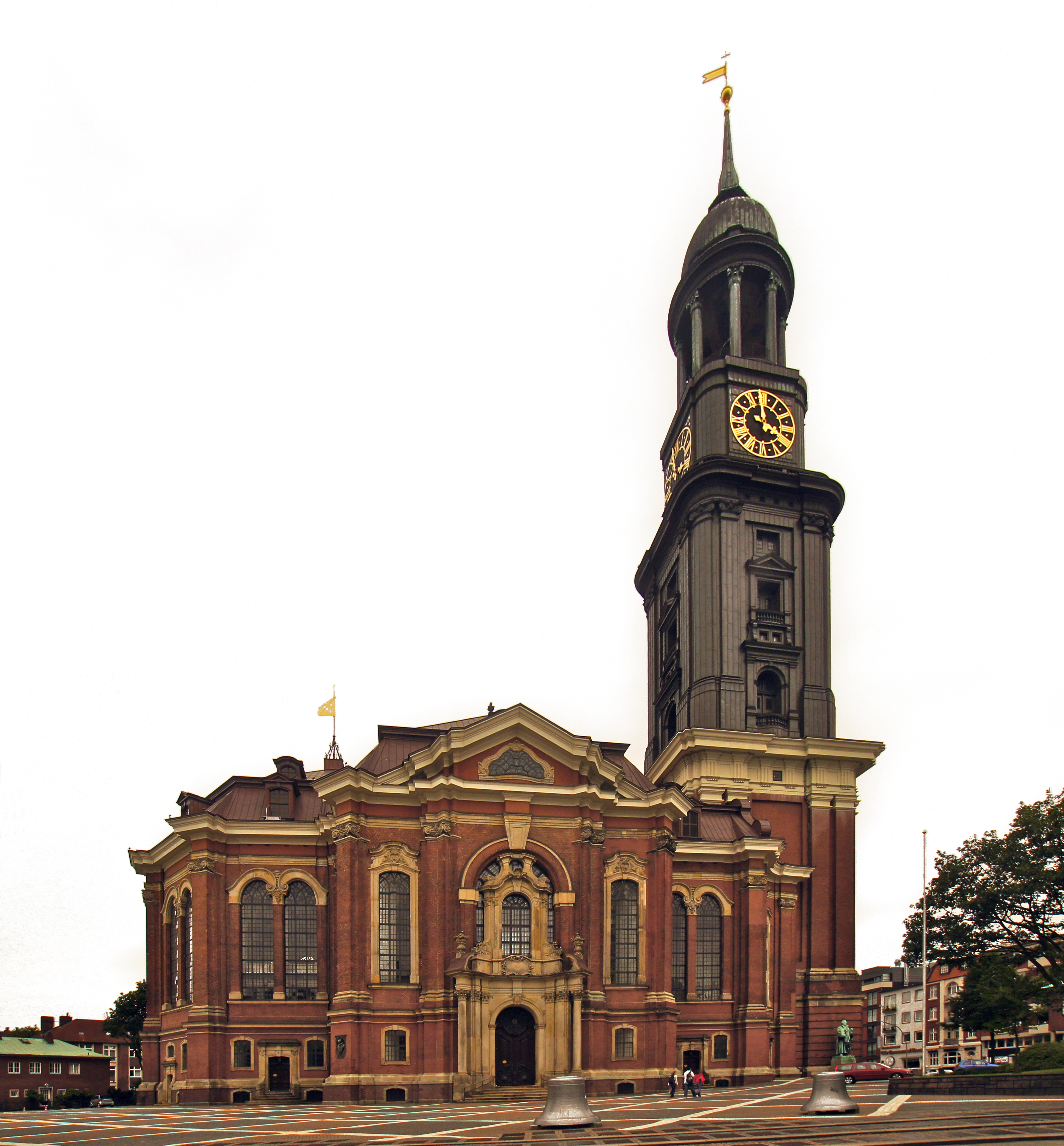
Hauptkirche St. Michaelis in Hamburg

- Sprengel Hamburg und Lübeck:
Bischöfin: Kirsten Fehrs (Hamburg), seit 2012
  - Kirchenkreis Hamburg-Ost (Dem Kirchenkreis gehört mit der Gemeinde der Erlöserkirche Vahrendorf mit den Orten Alvesen, Ehestorf, Sottorf und Vahrendorf in Rosengarten auch eine Gemeinde in Niedersachsen an, während der Ortsteil Hamburg-Cranz kirchlich zur Gemeinde St. Martini (Estebrügge) in Jork, also zur Ev.-luth. Landeskirche Hannovers gehört.)
    - Propstei Alster (Propst Martin Vetter)
    - Propstei Wandse-Bille (Propst Holger Beermann)
    - Propstei Bramfeld-Alstertal (Propst Heiko Landwehr)
    - Propstei Harburg-Bergedorf (Pröpstin Carolyn Decke)
    - Propstei Mitte (Pröpstin Ulrike Murmann)
    - Propstei Rahlstedt-Stormarn (Propst Tobias Woydack)[28]
    - Propstei Wandse-Bille (Propst Holger Beermann)

  - Kirchenkreis Hamburg-West/Südholstein
    - Propstei Altona-Blankenese (Propst Frie Bräsen)
    - Propstei Niendorf-Norderstedt (Pröpstin Anja Botta)
    - Propstei Pinneberg (Propst Thomas Drope)

  - Kirchenkreis Lübeck-Lauenburg
    - Bezirk Hansestadt Lübeck (Pröpstin Petra Kallies)
    - Bezirk Lauenburg (Propst Philip Graffam)

Predigtkirche der Bischöfin im Sprengel ist St. Michaelis in Hamburg. Auf dem Gebiet des Sprengels befindet sich auch die frühere Bischofskirche Lübecker Dom.

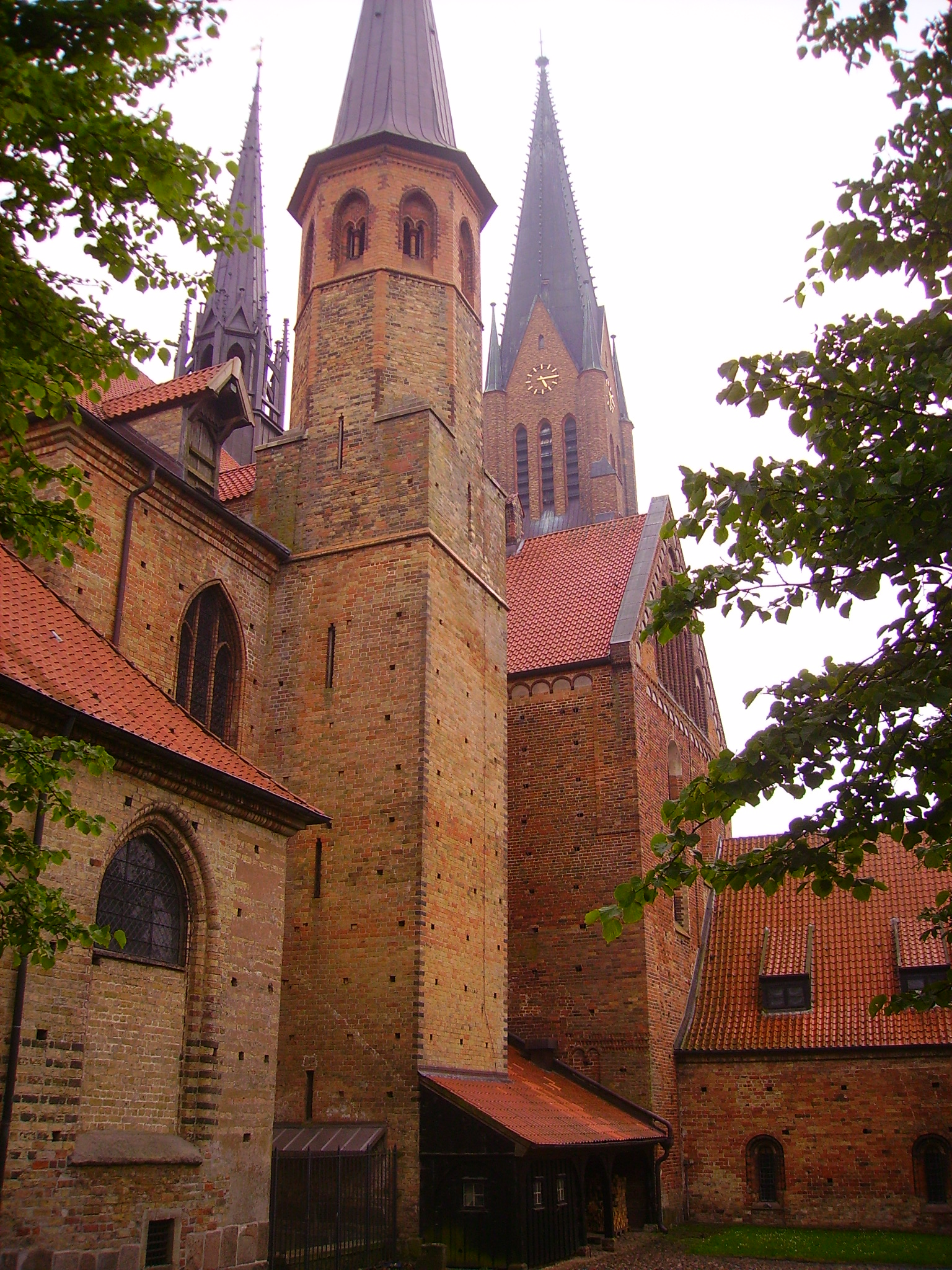
St.-Petri-Dom zu Schleswig

- Sprengel Schleswig und Holstein:
Bischöfin: Nora Steen, seit 2023[29]
  - Kirchenkreis Altholstein (Dem Kirchenkreis Altholstein gehören mit Holtenau, Pries/Friedrichsort und seit 2023 Altenholz und Schilksee-Strande[30][31] auch Gemeinden in Südschleswig an.)
    - Bezirk Mitte (Pröpstin Simone Pottmann, ab November 2025)
    - Bezirk Nord (Pröpstin Almut Witt, seit September 2018)
    - (Bezirk Süd, 2021 entfallen)

  - Kirchenkreis Dithmarschen (Propst Andreas Crystall, seit Juni 2010)
  - Kirchenkreis Nordfriesland
    - Bezirk Nord (Propst Matthias Lenz, seit Januar 2025)
    - Bezirk Süd (Pröpstin Inken Wöhlbrand, seit September 2024)

  - Kirchenkreis Ostholstein
    - Propstei Eutin (Pröpstin Christine Halisch, seit Dezember 2024)
    - Propstei Oldenburg i. H. (Propst Dirk Süssenbach, seit August 2014)

  - Kirchenkreis Plön-Segeberg
    - Propstei Plön (Propst Erich Faehling, seit Oktober 2014)
    - Propstei Segeberg (Propst Michael Dübbers, seit September 2024)

  - Kirchenkreis Rantzau-Münsterdorf (umfasst das südwestliche Holstein mit Teilen der Elbmarschen)
    - Propstei Nord (Propst Steffen Paar)
    - Propstei Süd (Propst Thielko Stadtland)

  - Kirchenkreis Rendsburg-Eckernförde
    - Propstei Eckernförde (N.N.)
    - Propstei Rendsburg (Propst Matthias Krüger, seit Juni 2010)

  - Kirchenkreis Schleswig-Flensburg
    - Propstei Angeln (Propst Helgo Jacobs)
    - Propstei Flensburg (Pröpstin Rebecca Lenz[32])
    - Propstei Schleswig (bis Februar 2022)[33]

Zum Sprengel Schleswig und Holstein gehört auch die Nordschleswigsche Gemeinde, eine deutschsprachige Gemeinde mit mehreren Pfarrstellen in Dänemark, die dort den rechtlichen Status einer Freigemeinde hat. Predigtkirche des Bischofs im Sprengel ist der Schleswiger Dom.

## Mitgliedschaften
Die Nordkirche soll laut Verfassung an der weltweiten Zusammenarbeit der christlichen Kirchen teilnehmen. Innerhalb Deutschlands ist sie Gliedkirche der Vereinigten Evangelischen-Lutherischen Kirche Deutschlands (VELKD) und der Evangelischen Kirche in Deutschland.
Ferner bestehen Mitgliedschaften im Ökumenischen Rat der Kirchen (ÖRK), im Lutherischen Weltbund (LWB), der Konferenz Europäischer Kirchen (KEK) und der Gemeinschaft Evangelischer Kirchen in Europa (GEKE).
In der Tradition der Kirchengemeinschaft der Pommerschen Evangelischen Kirche hat die Nordkirche eine Gastmitgliedschaft in der Union Evangelischer Kirchen (UEK). Unbeschadet der Gastmitgliedschaft in der UEK gilt das Recht der VELKD in der gemeinsamen Kirche. Die Bewahrung regionaler liturgischer Traditionen im Rahmen des Gottesdienstbuches bleibt möglich (Punkt I.4.1 des Fusionsvertrags).
Die gemeinsame Kirche bestellt am Sitz der Regierungen von Hamburg, Mecklenburg-Vorpommern und Schleswig-Holstein jeweils theologisch oder juristisch ausgebildete Beauftragte (Punkt IV.9.1 Fusionsvertrag).

## Mitglieder
Die Nordkirche hatte im Gründungsjahr etwa 2,3 Millionen Gemeindeglieder (39 % der Bevölkerung im Kirchengebiet). Ende 2021 waren es nach offiziellen Angaben noch 1,8 Millionen (28,9 %). Aus dem weiteren Schwund im vergangenen Jahr ergibt sich, dass die Nordkirche in den ersten zehn Jahren ihres Bestehens um fast ein Viertel geschrumpft ist.

### Mitglieder im Gründungsjahr
Die drei Landeskirchen brachten in die Nordkirche, die Gesamtrechtsnachfolgerin der vertragschließenden Kirchen wurde, ein (Stand: 31. Dezember 2011):
| Landeskirche | Fläche     | Mitglieder | Bevölkerungsanteil | Kirchenkreise | Kirchengemeinden | Kirchengebäude |
| ------------ | ---------- | ---------- | ------------------ | ------------- | ---------------- | -------------- |
| Nordelbien   | 16.471 km² | 2.109.960  | 46 %               | 11            | 0.594            | 0.789          |
| Mecklenburg  | 15.473 km² | 0.208.532  | 18 %               | 05            | 0.269            | 0.664          |
| Pommern      | 08.686 km² | 0.102.752  | 19 %               | 04            | 0.182            | 0.448          |
| Gesamt       | 40.227 km² | 2.421.244  | 39 %               | 20            | 1.045            | 1.901          |

### Mitglieder nach ehemaliger Landeskirche 2020
Mit Stand 1. April 2020 hatte die Nordkirche:
| Kirchenkreis                          | Mitglieder | Bevölkerungsanteil |
| ------------------------------------- | ---------- | ------------------ |
| 11 ehemalige Kirchenkreise Nordelbien | 1.691.372  | 35,3 %             |
| Kirchenkreis Mecklenburg              | 0.158.872  | 13,9 %             |
| Kirchenkreis Pommern                  | 0.74.433   | 15,4 %             |
| Gesamt                                | 1.924.677  | 29,8 %             |

In zwei der 13 Kirchenkreise hatte die Nordkirche (Stand 1. April 2023) noch eine absolute (aber knappe) Mehrheit: Dithmarschen, wo 51,1 % der Gesamtbevölkerung evangelisch waren, und Nordfriesland mit 51,6 %. Seitdem ist der Anteil der Protestanden an der Gesamtbevölkerung weiter gesunken.

### Entwicklung der Mitgliederzahl
- 2011: 2.421.244
- 2013: 2.193.751[41]
- 2014: 2.146.270[42]
- 2015: 2.103.379[42]
- 2016: 2.063.904[43]
- 2017: 2.027.751[44]
- 2018: 1.989.330[45]
- 2019: 1.939.750[46]
- 2020: 1.892.749[47]
- 2021: 1.839.274[48]
- 2022: 1.772.953[49]
- 2023: 1.708.631[50]
- 2024: 1.646.039[51]

## Sonstiges
Seit September 2016 ist die Segnung gleichgeschlechtlicher Paare erlaubt; im September 2019 wurde die Trauung gleichgeschlechtlicher Paare ermöglicht. Die Nordkirche unterhält ihr Predigerseminar und ein Pastoralkolleg zur Fortbildung der Geistlichen in Ratzeburg unterhalb des Ratzeburger Domes. Auf dem Gebiet der Nordkirche liegen die folgenden Theologischen Fakultäten: Kiel, Hamburg (Fachbereich), Rostock, Greifswald.

## Belege
1. 1 2  Evangelische Zeitung vom 27. Mai 2012, S. 4 f
2. ↑  Journal zur Landessynode im Februar 2025, Tag 2. Abgerufen am 24. März 2025 (deutsch).
3. ↑  Kirchenmitgliederzahlen Stand 31.12.2020. (PDF) ekd.de, abgerufen am 11. Januar 2022.
4. 1 2 3  Nordkirche Haushalt 2022 3.3 Prozentanteil der Gemeindeglieder an der Wohnbevölkerung Seite 16, auf nordkirche.de, abgerufen am 22. Mai 2022
5. ↑  Sebastian Dittmers: Entstehung der Nordkirche. Evangelisch-Lutherische Kirche in Norddeutschland. Lutherische Verl.-Ges, Kiel 2015, ISBN 978-3-87503-181-2, S. 154–167.
6. ↑  Sebastian Dittmers: Entstehung der Nordkirche. Evangelisch-Lutherische Kirche in Norddeutschland. Lutherische Verl.-Ges, Kiel 2015, ISBN 978-3-87503-181-2, S. 169.
7. ↑  Sebastian Dittmers: Entstehung der Nordkirche. Evangelisch-Lutherische Kirche in Norddeutschland. Lutherische Verl.-Ges, Kiel 2015, ISBN 978-3-87503-181-2, S. 170–171.
8. ↑  Synoden sagen „Ja“ zur gemeinsamen Nordkirche. ndr.de, 28. März 2009 (Memento vom 30. März 2009 im Internet Archive)
9. ↑  Sebastian Dittmers: Entstehung der Nordkirche. Evangelisch-Lutherische Kirche in Norddeutschland. Lutherische Verl.-Ges, Kiel 2015, ISBN 978-3-87503-181-2, S. 169–175.
10. ↑  Bericht des Norddeutschen Rundfunks mit den Ergebnissen der verfassungsgebenden Synode, 31. Oktober 2010 (Memento vom 3. November 2010 im Internet Archive)
11. ↑  Sebastian Dittmers: Entstehung der Nordkirche. Evangelisch-Lutherische Kirche in Norddeutschland. Lutherische Verl.-Ges, Kiel 2015, ISBN 978-3-87503-181-2, S. 176.
12. ↑  Sebastian Dittmers: Entstehung der Nordkirche. Evangelisch-Lutherische Kirche in Norddeutschland. Lutherische Verl.-Ges, Kiel 2015, ISBN 978-3-87503-181-2, S. 177.
13. ↑  Art. 97 Verfassung der Evangelisch-Lutherischen Kirche in Norddeutschland
14. ↑  Gerhard Ulrich stellt sich als einziger Kandidat vor (Memento vom 12. April 2013 im Webarchiv archive.today), sh:z online vom 28. Januar 2013, abgerufen am 2. Februar 2013
15. ↑  Kristina Kühnbaum-Schmidt und Karl-Heinrich Melzer stellen sich zur Wahl als Landesbischöfin/Landesbischof der Nordkirche, auf nordkirche.de
16. ↑  Kristina Kühnbaum-Schmidt wird neue Landesbischöfin der Nordkirche, auf nordkirche.de
17. ↑  § 28, Einführungsgesetz zur Verfassung der Evangelisch-Lutherischen Kirche in Norddeutschland vom 7. Januar 2012; § 16 der Kirchenkreissatzung des Evangelisch-Lutherischen Kirchenkreises Mecklenburg der Evangelisch-Lutherischen Kirche in Norddeutschland vom 3. April 2014, abgerufen am 11. Februar 2021
18. ↑  Art. 105 Verfassung der Evangelisch-Lutherischen Kirche in Norddeutschland
19. ↑  kirche-im-norden.de (Memento vom 6. Februar 2013 im Webarchiv archive.today)
20. ↑  Art. 77 Verfassung der Evangelisch-Lutherischen Kirche in Norddeutschland
21. ↑  Anja Fährmann zur neuen Präses der Nordkirche gewählt. evangelisch.de, 21. Februar 2025.
22. ↑  Neuer Greifswalder Bischof begrüßt – Resolution zum Thementag verabschiedet. Abgerufen am 6. Oktober 2019.
23. ↑  Propst Dirk Fey eingeführt. Abgerufen am 6. Mai 2023.
24. ↑  Rostocker Propst Wulf Schünemann aus dem Dienst verabschiedet. Abgerufen am 6. Mai 2023.
25. ↑  Anlage 2 zur Kirchenkreissatzung (PDF; 80 kB)
26. ↑  www.nordkirche.de, „Tobias Sarx wird neuer Propst in Stralsund“, 25. Oktober 2021, abgerufen am 26. Mai 2022
27. ↑  www.ndr.de, „Stralsund: Pröpstin Helga Ruch geht in den Ruhestand“, 22. Mai 2022, abgerufen am 26. Mai 2022
28. ↑  nordkirche.de "Tobias Woydack wird neuer Propst im Kirchenkreis Hamburg-Ost" Abgerufen am 12. November 2022
29. ↑  Bischöfin Nora Steen. In: nordkirche.de. Abgerufen am 14. November 2023.
30. ↑  Thomas Dittner: Vor Fusion: Kirchengemeinden Altenholz und Schilksee-Strande gehören jetzt zu Altholstein. Abgerufen am 12. Januar 2023.
31. ↑  Artikel. Abgerufen am 12. Januar 2023.
32. ↑  Pröpste - Kirchenkreis Schleswig-Flensburg. Abgerufen am 18. Februar 2022.
33. ↑  Schleswiger Pröpstin Lenz-Aude geht in den Ruhestand. Abgerufen am 12. Januar 2023 (deutsch).
34. ↑  Sebastian Dittmers: Entstehung der Nordkirche. Evangelisch-Lutherische Kirche in Norddeutschland. Lutherische Verl.-Ges, Kiel 2015, ISBN 978-3-87503-181-2, S. 183–184.
35. ↑  Mitgliederschwund in Nordkirche beschleunigt sich (Memento vom 14. Februar 2023 im Internet Archive), abgerufen am 14. Februar 2023
36. 1 2 3 4 5 6 7 8  31. Dezember 2006
37. ↑  Nordkirche Haushalt Synode 2021 Seite 16
38. ↑  Nordkirche Haushalt Synode 2024 2025 Seite 17, abgerufen am 25. September 2024
39. ↑  Gemeindeglieder nach Kirchenkreisen, abgerufen am 14. September 2024
40. ↑  Nordkirche Haushalt 2022 (PDF; 5,2 MB)
41. ↑  Nordkirche laufen die Mitglieder weg auf shz.de
42. 1 2  Statistische Zahlen der Nordkirche für 2015, auf nordkirche.de, abgerufen am 24. Februar 2021
43. ↑  Statistische Zahlen der Nordkirche für 2016, auf nordkirche.de, abgerufen am 24. Februar 2021
44. ↑  Statistische Zahlen der Nordkirche für 2017, auf nordkirche.de, abgerufen am 24. Februar 2021
45. ↑  Statistische Zahlen der Nordkirche für 2018, auf nordkirche.de, abgerufen am 24. Februar 2021
46. ↑  Evangelische Kirche in Deutschland – Kirchenmitgliederzahlen Stand 31. Dezember 2019, ekd.de, abgerufen am 24. Februar 2021.
47. ↑  Evangelische Kirche in Deutschland – Kirchenmitgliederzahlen Stand 31. Dezember 2020, ekd.de, abgerufen am 11. Januar 2022.
48. ↑  Evangelische Kirche in Deutschland – Kirchenmitgliederzahlen Stand 31. Dezember 2021, ekd.de, abgerufen am 20. März 2023.
49. ↑  Evangelische Kirche in Deutschland – Zahl evangelischer Kirchenmitglieder sinkt erneut deutlich, ekd.de, abgerufen am 20. März 2023.
50. ↑  Statistische Zahlen der Nordkirche 2023, abgerufen am 25. September 2024.
51. ↑  Statistische Zahlen der Nordkirche 2024, abgerufen am 1. Juni 2025.
52. ↑  „Nordkirchen-Landessynode beschließt Segnung gleichgeschlechtlicher Paare“, www.nordkirche.de, 29. September 2016, abgerufen am 20. April 2017
53. ↑  Nordkirche: „Segnung“ ist „Trauung“. In: evangelisch.de. 20. September 2019, abgerufen am 3. Oktober 2019.